# Michał Heller
Profesor Michał Kazimierz Heller (* 12. března 1936 Tarnów) je polský katolický kněz, filosof, teolog, fyzik, astronom a kosmolog, člen Papežské akademie věd (od 1990), přidružený vědecký pracovník Vatikánské observatoře (od 1981), profesor filosofie na Papežské teologické akademii v Krakově, bývalý první děkan její Teologické fakulty (2000) a vedoucí s ní spojeného Centra pro mezioborový výzkum. V roce 2008 obdržel Templetonovu cenu.

## Život

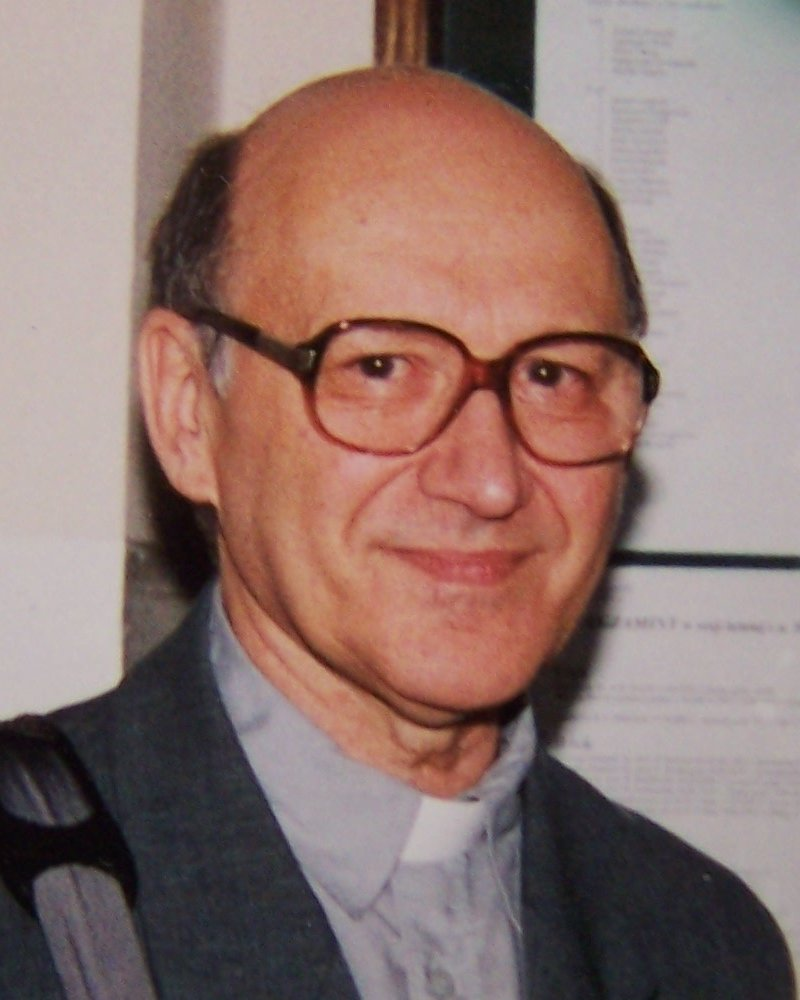
Michał Heller

Pochází z pěti dětí Zofie a Kazimierza Hellerových. Matka byl ukrajinská Polka z oblasti Kyjeva, která uprchla do Polska před bolševiky, otec inženýr. Po německé invazi v roce 1939 jeho otec řídil likvidaci chemických závodů v jižním Polsku, aby jich Němci nemohli využít. Poté rodina uprchla do Sovětského svazu a byla několik měsíců internována na Sibiři. V Sovětském svazu přežila válku, do Polska se vrátila v roce 1946.
Rodina byla hluboce věřící a po maturitě v roce 1953 začal studovat filosofii a teologii na semináři v Tarnowě. Během studia přeskočil na základě vynikajících výsledků a přezkoušení před ředitelem semináře dvě třídy (první a čtvrtou), ovšem ve výsledku musel na své vysvěcení rok čekat, protože školu dokončil příliš mladý. Biskup Karol Pękala jej na kněze vysvětil 26. dubna 1959. Týž rok získal rovněž magisterské vzdělání v oboru teologie.
Asi rok strávil na postu farního vikáře ve městě Ropczyce, byl to rok ostrého konfliktu mezi komunistickou vládou a katolickou církví a velkou část jeho úsilí vázala snaha zachovat výuku náboženství. Později to označil za jedno z nejtěžších období ve svém životě. V roce 1960 zahájil studium filosofie přírodních věd na Filosofické fakultě Katolické univerzity v Lublinu. Měl pokračovat ve studiu v zahraničí, ale komunistické úřady mu až do roku 1970 odmítaly vydat pas. Po svém prvních výjezdech za hranice schválnosti ze strany komunistického státu poměrně rychle ustaly, neboť se stal příliš známý a úřady dospěly k závěru, že by si tím dělaly příliš špatnou reklamu.
V roce 1965, poté, co se stal magistrem filosofie, začal přednášen na semináři v Tarnowě. V roce 1966 získal doktorát filosofie, v roce 1969 docenturu (habilitační práce: Zásada Macha w kosmologii relatywistyčnej, od roku 1972 přednášel na Papežské teologické akademii v Krakově (Papieska Akademia Teologiczna w Krakowie). V roce 1985 se zde stal mimořádným a v roce 1990 řádným profesorem filosofie.
Byl rektorem Teologického ústavu v Tarnowě (1991–2000) a po jeho přeměně na Teologickou fakultu pokračoval nějakou dobu dál v úřadu děkana. Spolu s Józefem Życińským založil Centrum pro mezioborový výzkum v Tarnowě (Ośrodek Badań Interdyscyplinarnych), které v současné době vede.
Je členem řady vědeckých společností, kromě Papežské akademie věd jde např. o International Astronomical Union, European Physical Society, International Society for General Relativity and Gravitation, International Society for Science and Theology, Polskie Towarzystwo Fizyczne, Polskie Towarzystwo Astronomiczne…
Byl hostujícím profesorem či vědcem na mnoha zahraničních univerzitách, mimo jiné např. na Univerzitě v Oxfordu, Univerzitě v Liège či The Catholic University of America

## Vědecká práce
Jeho současný výzkum se zaměřuje na problematiku gravitační singularity v obecné teorii relativity a využití nekomutativní gemometrie při snaze o sjednocení obecné teorie relativity a kvantové mechaniky.
V oblasti metodologie vědy prosazuje použití isomorfismu jako prostředku matematického formalismu při popisu světa.
Publikoval přes 400 vědeckých článků z oblasti fyziky, astronomie, kosmologie, filosofie, teologie a historie vědy a je autor více než 30 knih.

## Ocenění
- - Výběr
- doktor honoris causa Hornicko-hutnické akademie v Krakově
- medaile města Tarnowa (1996)
- Templetonova cena (2008)